# Tupac Resurrection
Tupac: Resurrection је албум објављен 11. новембра 2003. као саундтрак за документарни филм Tupac: Resurrection (Тупак: Васкрснуће). На њему се налазе поново измиксане песме са неких од претходних албума, као и неке потпуно нове песме. Еминем је био продуцент већег дела албума. У првој седмици албум је продат у преко 420,000 копија. 
Синглови са овог албума су: One Day At A Time и Runnin' (Dying To Live).